# Бобров, Фома Александрович
Фома Александрович Бобров-Строганов (13 марта 1865 года, Феодосия — 15 мая 1934 года, там же) — оперный певец, драматический актер и режиссер, музыкант, композитор, театральный деятель и педагог, Герой труда (1924), Заслуженный артист РСФСР (1926).

## Биография
Фома Александрович родился в семье чиновника из Оренбургской губернии, Александра Васильевича Боброва (1832—1911) и его супруги Любви Федоровны, урожденной Ильиной, дочери коллежского асессора. Вскоре после Фомы родился ещё один сын — Фёдор. Мать умерла рано, когда Фоме было полтора года.
Фёдор, как и его отец, увлекся революционной деятельностью. Его следы теряются где-то после 1903 г.
Отец Александр Васильевич попал под репрессии. Сначала был задержан в Оренбурге в 1862 г. как причастный к делу «Карманной типографии». После заключения в Петропавловской крепости находился в ссылке в Пермском крае, затем, продолжая службу в Уфимской губернии, состоял под надзором полиции. После ареста отца и смерти матери детей Фому и Федора отправили в г. Феодосия к родной сестре отца (жене феодосийского чиновника). Фома уже с 12 лет сам зарабатывал себе на жизнь, зимой уроками, летом трудился на рыбном заводе около Феодосии. Учился в местной прогимназии. Начал увлекаться живописью, но исключительно для себя. Впоследствии на профессиональном уровне для себя написал немало пейзажей, а также творчески копировал полотна своих современников, в частности Л. Ф. Лагорио («Море», 1898).
По окончании 6 классов Феодосийской прогимназии, уехал в Тифлис, в 1-ю Тифлисскую гимназию. Там у него открылись вокальные способности, он неплохо пел баритоном. Представив три музыкальных произведения тогдашнему директору Тифлисского Отделения Русского Императорского Музыкального Общества, композитору М. М. Ипполитову-Иванову, Фома произвел большое впечатление, ему организовали сольный концерт и определили в музыкальное училище.
«..Я был отправлен в город Москву, снабженный рекомендательными письмами к дирекции Московской Императорской Консерватории и, в частности, и к профессору сольного пения Ф. П. Комиссаржевскому. Я был принят в Московскую консерваторию на стипендию имени Алексеева (Станиславского). Желая кончить её скорее, я заявил о своем желании держать зачётные экзамены по полугодиям, и, таким образом, в 1888 году кончил консерваторию за 3 года. Работал по двум специальностям: фортепьяно у профессора Гедике и Едличка, а пение у профессора Комиссаржевского…»
После окончания Московской консерватории поехал учится в Италию. В 1891 году был приглашён в Испанию и пел в Барселоне. В России пел в Петербурге в частной опере Панаевского театра, в Тифлисе, Казани, Саратове, Ростове-на-Дону, Киеве, Харькове, Новочеркасске, Екатеринбурге, Перми и других городах. В возрасте 35 лет Фома Александрович перенёс тяжёлую болезнь, из-за которой начал чувствовать проблемы с голосом и перешёл в оперетту. На драматической сцене принял театральный псевдоним Строганов.
С 1910 года начал пробовать себя в режиссуре. Под его руководством в 1918 году в Ялте было снято два фильма: «Доктор Катцель» и «Две матери», где сыграл известный артист Ваграм Папазян. Главную роль в фильме «Доктор Катцель», исполнила жена Ф. А. Боброва — Инна Михайловна Боброва (урождённая Павловская) (1894—1968), театральный псевдоним Тавровская.
Фома Александрович был блестящим пианистом, владел французским, немецким, итальянским и испанским языками в степени, достаточной для бытового, а также профессионального общения. Смертельно заболев, пожелал умереть в Феодосии и быть похороненным в этом городе.
Фома Александрович скончался 15 мая 1934 года и был похоронен на Старом кладбище Феодосии.
В Нижних Отузах (ныне Курортное) в Крыму сохранился дом-дача Ф. А. Боброва.
Сын Ф. А. Боброва — Всеволод Фомич Бобров (1915—1982), уроженец Феодосии, профессор Тульского политехнического института, специалист в области обработки материалов резанием.
На сцене с 1886 года.

Могила Ф. А. Боброва-Строганова 2017 г. Старое кладбище Феодосии

- 1920-е — актёр и режиссёр Тульского театра драмы.
- 1924 — присвоено звание Героя труда
- 1926 — присвоено звание Заслуженный артист РСФСР
- 1928 — руководитель Козловского театра драмы.
- 1929—1930- главный режиссёр Калужского драмтеатра.
- 1933 — актёр Ульяновского театра драмы.

## Фильмография
- 1918 — Доктор Катцель (режиссер)
- 1918 — Две матери (режиссер)

## Список произведений Ф. А. Боброва-Строганова из Российской государственной библиотеки
- 1. Бобров Ф. Ты сорвала цветок: мелодекламация / сл. Ратгауза. — М.; Лейпциг: П.Юргепсон, [ценз. 1905]. — С.2-3 (всего 2 с.). — Посвящ. О. А. Зиловой. Д 68/267
- 2. Бобров Ф. Фиалка: мелодекламация / сл. NN. — М.: А.Гутхейль, [ценз. 1903]. — С.2-3 (всего 2 с.). — Посвящ. Е. Е. Пржевальской. Д 68/265
- 3. Бобров Ф. Фиалка: мелодекламация / сл. NN. — М.: Маски, [1924]. — С.2-3 (всего 2 с.). — Посвящ. Е. Е. Пржевальской. МЗ188/1675
- 4. Бобров Ф. Обвеян грезами: романс / сл. NN. — М.; Лейпциг: П. Юргенсон, б.г. — С.3-7 (всего 5.). — Посвящ. С. А. Захаровой. W 297/2470
- 5. Бобров Ф. Разлука: романс. — М.: П.Юргенсон, [ценз. 1905]. — С.2-3 (всего 2). — Посвящ. М. К. Лейтман. S82/1803
- 6. Бобров Ф. Экспромт: мелодекламация / сл. NN. — М.; Лейпциг: П.Юргенсон, [ценз. 1905]. — С.3 (всего 1). — Посвящ. М. Ф. Андреевой. Д 68/234
- 7. Бобров Ф. Серенада: мелодекламация / сл. Минского. — М.: А.Гутхейль, [ценз. 1894]. — С.2-3 (всего 2). — Посвящ. Ю. Н.П-вой. Д 67/1136
- 8. Бобров Ф. Серенада: мелодекламация / сл. Минского. — М.: Гос. муз. издво, 1922. — С.2-3 (всего 2). — Посвящ. Ю. Н.П-вой. МЗ189/489
- 9. Бобров Ф. Я боюсь рассказать: мелодекламация / сл. Минского. — М.: А.Гутхейль, [ценз. 1894]. — С.4-5 (всего 2). — Посвящ. Н. А. Боуфаль. Д 67/113
- 10. Бобров Ф. Я боюсь рассказать: мелодекламация / сл. Минского. — М.: Гос. муз. изд-во, 1922. — С.4-5 (всего 2). Посвящ. Н. А. Боуфаль. МЗ 189/489 1
- 11. Бобров Ф. Менестрель: мелодекламация / сл. Майкова. — М.: Маски, [1924]. — С.2-7 (всего 6). — Посвящ. А. Ф. Зориной. МЗ189/662
- 12. Бобров Ф. Менестрель: мелодекламация / сл. Майкова. — М.: А. Гутхейль, [ценз. 1899]. — С.2-7 (всего 6). — Посвящ. А. Ф. Зориной. МЗ 188/441
- 13. Бобров Ф. Ночью: мелодекламация. — М.: А.Гутхейль, [ценз. 1904]. — С.2-3 (всего 2.). — Посвящ. маленькой Шухминой. МЗ 188/440
- 14. Бобров Ф. Ночью: мелодекламация. — М.: Маски, [1924]. — С.2-3 (всего 2.). — Посвящ. маленькой Шухминой. V 347/2682
- 15. Бобров Ф. Снежинки: мелодекламация / сл. М. Горького. — М.: А. Гутхейль, [ценз. 1904]. — С.3-5 (всего 3). — Посвящ. К. Н. Незлобину. Д 68/236
- 16. Бобров Ф. Ночь пришла: мелодекламация / сл. М. Горького. — М.; Лейпциг: П. Юргенсон, [ценз. 1905]. — С.2-3 (всего 2.). — Посвящ. К. А. Марджанову. Д 68/233
- 17. Бобров Ф. На кладбище: мелодекламация / сл. С. Л. — М.: А.Гутхейль, [ценз. 1903]. — С.3-5 (всего 3). — Посвящ. Е. Е. Пржевальской. Д 68/264
- 18. Бобров Ф. На кладбище: мелодекламация / сл. С. Л. — М.: Маски, [1924]. — С.3-5 (всего 3). — Посвящ. Е. Е. Пржевальской. V347/2679
- 19. Бобров Ф. Монолог домового: мелодекламация / сл. А.Островского. — М.: Маски, [1924]. — С.2-5 (всего 4). — Посвящ. В.Лейтману. V 347/2681
- 20. Бобров Ф. Монолог домового: мелодекламация / сл. А.Островского. — М.: А. Гутхейль, [ценз. 1903]. — С.2-5 (всего 4). — Посвящ. В.Лейтману. Д 68/108 21
- 21. Бобров Ф. Колокольчики и колокола: мелодекламация / сл. Э.По. — [М.]: П.Юргенсон, б.г. — С.2-5 (всего 4). — Посвящ. Р.Фронштейну. Д 68/266
- 22. Бобров Ф. Какое блаженство: мелодекламация / сл. из «Феи каприз». — [М.]: Маски, б.г. — С.3-7 (всего 5). — Посвящ. М. К. Лейтман. V 347/2704
- 23. Бобров Ф. Горный голос: мелодекламация / сл. Г. Гейне. — М.: А. Гутхейль, [ценз. 1899]. — С.3-5 (всего 3). W 297/2462
- 24. Бобров Ф. Весенняя мелодия: мелодекламация / сл. М. Пуаре. — [М.]: П.Юргенсон, б.г. — С.3-5 (всего 3). — Посвящ. А. М. Коралли-Торцову. Д 68/235
- 25. Бобров Ф. Эдельвейс: мелоделамация / сл. М.Горького. — М.: Маски, [1924].-С.2-5 (всего 4). V 347/315
- 26. Бобров Ф. Эдельвейс: мелодекламация / сл. М.Горького. — М.: А.Гутхейль, [ценз. 1904]. — С.2-5 (всего 4). W 297/2481
- 27. Бобров Ф. Яблоня: мелодекламация / сл. С.Потресова. — М.: Маски, [1924]. — С.2-7 (всего 6). — Посвящ. Е. Е. Гарднер. V 347/2680
- 28. Бобров Ф. Яблоня: мелодекламация / сл. С.Потресова. — М.: А.Гутхейль, [ценз. 1899]. — С.2-7 (всего 6). — Посвящ. Е. Е. Гарднер. МЗ 193/971
- 29. Бобров Ф. Смерть Михаила Репнина: мелодекламация / сл. А.Толстого. — Спб. и др.: Циммерман, [ценз. 1893]. — С.3-7 (всего 5). — Посвящ. Ф. А. Духовецкому. W 297/2459
- 30. Бобров Ф. Рыбачка / сл. NN. — Спб. и др.: Циммерман, [ценз. 1893]. — С.1-2 (всего 2). W 297/2459
- 31. Бобров Ф. Снова, как прежде один: романс / сл. Ратгауза. — Воронеж: Эхо, ценз. 1900. — С.3-5 (всего 3): портр. (Ф.Боброва). — Посвящ. Е. Е. Гарднер. V 345/215 32.
- 32. Бобров Ф. Сгущается сумрак: романс. — М.: П. Юргенсон, [ценз. 1905]. — С.3-5 (всего 3). — Посвящ. А. Ф. Зориной. МЗ 188/2058
- 33. Строганов Ф. Республиканская песенка / сл. Я. Ядова. — Киев, [1918]. — С.1 (всего 1). — Посвящ. Киевскому военному республиканскому союзу. МЗ 191/800